# Студена (Клана)
45°25′ пн. ш. 14°23′ сх. д. / 45.42° пн. ш. 14.39° сх. д.
Студена (хорв. Studena) — населений пункт у Хорватії, в Приморсько-Горанській жупанії у складі громади Клана.

## Населення
Населення за даними перепису 2011 року становило 382 осіб.
Динаміка чисельності населення поселення:

## Клімат
Середня річна температура становить 9,46 °C, середня максимальна – 21,32 °C, а середня мінімальна – -3,09 °C. Середня річна кількість опадів – 1498 мм.
| Клімат поселення                              | Клімат поселення | Клімат поселення | Клімат поселення | Клімат поселення | Клімат поселення | Клімат поселення | Клімат поселення | Клімат поселення | Клімат поселення | Клімат поселення | Клімат поселення | Клімат поселення | Клімат поселення |
| Показник                                      | Січ.             | Лют.             | Бер.             | Квіт.            | Трав.            | Черв.            | Лип.             | Серп.            | Вер.             | Жовт.            | Лист.            | Груд.            |                  |
| Середній максимум, °C                         | 7,15             | 7,00             | 9,26             | 13,15            | 17,08            | 20,72            | 20,82            | 21,32            | 17,47            | 13,17            | 8,04             | 6,00             |                  |
| Середня температура, °C                       | 2,09             | 1,95             | 4,23             | 8,10             | 12,04            | 15,67            | 17,92            | 18,43            | 14,57            | 10,28            | 5,14             | 3,10             |                  |
| Середній мінімум, °C                          | −2,94            | −3,09            | −0,82            | 3,06             | 6,99             | 10,62            | 15,02            | 15,53            | 11,68            | 7,39             | 2,26             | 0,20             |                  |
| Норма опадів, мм                              | 106              | 93               | 110              | 119              | 107              | 132              | 93               | 113              | 134              | 167              | 181              | 143              |                  |
| Середньомісячна швидкість вітру, м/с          | 2.93             | 3.13             | 3.16             | 3.00             | 2.74             | 2.63             | 2.50             | 2.60             | 2.64             | 2.95             | 3.14             | 3.14             |                  |
| Середньомісячна сонячна радіація, кДж/м²·день | 4398             | 7291             | 10392            | 14665            | 18704            | 20271            | 21465            | 18195            | 13447            | 8889             | 4756             | 3720             |                  |
| --------------------------------------------- | ---------------- | ---------------- | ---------------- | ---------------- | ---------------- | ---------------- | ---------------- | ---------------- | ---------------- | ---------------- | ---------------- | ---------------- | ---------------- |
| Джерело:                                      |                  |                  |                  |                  |                  |                  |                  |                  |                  |                  |                  |                  |                  |